# Gaspard Winckler
Pour les articles homonymes, voir Winckler.
Gaspard Winckler est un personnage de trois livres de Georges Perec : Le Condottiere (1960), W ou le souvenir d'enfance (1975) et La Vie mode d'emploi (1978).

## Le personnage

### Gaspard pas mort
La première apparition de Gaspard Winckler date d'un projet de 1958, Gaspard pas mort. Le héros était un enfant de Belleville qui rêvait de devenir « le roi des faussaires, le prince des escrocs, l'Arsène Lupin du XXe siècle. » Le roman aurait obéi à un plan très strict, avec quatre parties, seize chapitres, 64 sous-chapitres, 256 paragraphes. La première version de 350 pages est refusée par Le Seuil. Une nouvelle version est d'abord acceptée par Gallimard en mai 1959, puis finalement refusée en novembre 1960. Le manuscrit est aujourd'hui perdu.

### Le Condottière
Dans Le Condottière, Gaspard Winckler est un « faussaire de génie » chargé par un nommé Madera de réaliser un faux Antonello de Messine en s'inspirant du portrait du Condottière conservé au Louvre. Winckler assassine Madera dès les premières pages, et ne cesse au long du roman de se demander pourquoi.

### W ou le souvenir d'enfance
Dans W ou le souvenir d'enfance, Gaspard Winckler est un personnage double, qui n'apparaît que dans la première partie du livre. C'est d'abord le nom d'un enfant de huit ans, sourd-muet, vivant dans un état de totale prostration, que sa mère emmène faire un tour du monde dans l'espoir d'améliorer son état. C'est aussi celui d'un déserteur qui utilise celui de l'enfant, dont le passeport lui a été fourni par un réseau d'aide. Le bateau où se trouvait l'enfant ayant fait naufrage, un personnage mystérieux demande au faux Gaspard Winckler de retrouver le vrai.

### La Vie mode d'emploi
Dans La Vie mode d'emploi, Gaspard Winckler est un artisan chargé par Bartlebooth de transformer en puzzles de 750 pièces chacune des 500 aquarelles qu'il a peintes pendant son tour du monde. Bartlebooth a prévu 20 ans pour les reconstituer. Les aquarelles sont ensuite renvoyées sur le lieu où elles avaient été réalisées, pour y être détruites. Winckler truffe ses puzzles de pièges de plus en plus complexes, jusqu'à ce qu'il provoque la mort de Bartlebooth par son piège ultime.

## Origine du nom

### Le nom
Le nom de Winckler a été rapproché de deux mots allemands :
- Winkel, angle, un concept mathématique qui peut se représenter par un V aux branches plus ou moins écartées, le V dédoublé constituant la figure de base d'une géométrie fantasmatique qui fut un symbole majeur de l'enfance de Perec.
- Wink, signe, qui correspond aux procédés d'écriture de Perec, encryptant la signification de ses textes à l'intérieur de ses textes[3].

Le biographe de Perec, David Bellos, effectue un rapprochement entre ce nom et un objet, « sorte de tube de cuivre coudé qui se terminait d’un côté par un clapet à ressort et de l’autre par une tige filetée », dont il est question dans Les Lieux d'une fugue, et deux fois dans La Vie mode d'emploi. Il s'agit d'un Winkley, dispositif indispensable pour les voitures, les autobus et les camions, dont il existait des millions d'exemplaires. Perec aurait pu connaître « le nom d’un objet aussi banal et d’usage courant à cette époque ».
Pour Perec lui-même, ce nom n'a pas une consonance anglaise, mais allemande, ou suisse allemande.

### Le prénom
Les exégètes s'accordent sur la filiation du prénom de Winckler avec celui de Kaspar Hauser, enfant trouvé à l'origine énigmatique, orphelin à l'enfance perdue, comme Perec,. En 1958, Perec avait demandé à un ami « des tuyaux sur le poème de Verlaine intitulé La Chanson de Kaspar Hauser». Il s'agissait de Je suis venu, calme orphelin, figurant dans le recueil Sagesse :
Suis-je né trop tôt ou trop tard ?

Qu’est-ce que je fais en ce monde ?

Ô vous tous, ma peine est profonde ;

Priez pour le pauvre Gaspard !

## Analyse du personnage
Un rapprochement entre les Gaspard Winckler du Condottière et de La Vie mode d'emploi a été fait par Claude Burgelin : Le Condottière est le récit d'une vengeance, comme dans La Vie mode d'emploi, où le modeste artisan découpeur de pièces de puzzles se venge lentement et sûrement de son commanditaire Percival Bartlebooth, « vengeance du serviteur méprisé, de l'artisan humilié de voir la perfection de son travail ne servir qu'à une œuvre de mort : la destruction des images reconstituées ».
Si pour Perec, le Winckler de La Vie mode d'emploi est « le frère jumeau » de Bartlebooth, leur relation a également été analysée comme celle liant un psychanalyste et son analysant, en l'occurrence J.B. Pontalis et Perec.

## Filmographie
- Catherine Binet, qui fut la compagne de Georges Perec pendant les dernières années de sa vie, a réalisé en 1990 Un film sur Georges Perec, composé de deux parties de 90 minutes chacune : Te souviens-tu de Gaspard Winckler ? et Vous souvenez-vous de Gaspard Winckler ?[12]

## Postérité
- L'écrivain Martin Winckler a choisi son pseudonyme en référence à Gaspard Winckler[13].